# 阪神地区公共図書館協議会
阪神地区公共図書館協議会（はんしんちくこうきょうとしょかんきょうぎかい）は日本の兵庫県南東部、阪神間（大阪市と神戸市の間）に位置する自治体の公立図書館で構成される連携組織。この協議会での連携により、他市町立図書館と図書館資料の相互貸借や広域利用が実施されている。

## 参加館の一覧
| 組織名称           | 組織設立                         | 現本館・開館年月日                       | 入会            | 運営主体                                                | 組織                                                     | 移動図書館               |
| ------------------ | -------------------------------- | ---------------------------------------- | --------------- | ------------------------------------------------------- | -------------------------------------------------------- | ------------------------ |
| 尼崎市立図書館     | 1920年1月 （尼崎通俗図書館）     | 尼崎市立中央図書館 1990年8月20日         | 1966年 （設立） | 中央‥尼崎市教育委員会 北‥図書館流通センター             | 中央図書館 北図書館 公民館図書室6 他、図書コーナー       | 廃止 （1952年 - 2002年） |
| 西宮市立図書館     | 1928年 （西宮市立図書館）        | 西宮市立中央図書館 1985年7月             | 1966年 （設立） | 西宮市教育委員会                                        | 中央図書館 北部図書館 鳴尾図書館 北口図書館 分室7        | 廃止 （1958年 - 2008年） |
| 芦屋市立図書館     | 1949年5月1日                     | 芦屋市立図書館 1987年7月8日              | 1966年 （設立） | 芦屋市教育委員会                                        | 本館 打出分室 大原分室 他図書室あり                      | 廃止 （1965年 - 2002年） |
| 伊丹市立図書館     | 1951年10月15日 （伊丹市図書館）  | 伊丹市立図書館本館 ことば蔵 2012年7月1日 | 1966年 （設立） | 本館・西分室‥伊丹市教育委員会 分館は市外郭団体・NPO     | ことば蔵（本館） 南分館 北分館 神津分館 西分室           | 廃止 （1964年 - 1999年） |
| 宝塚市立図書館     | 1980年10月2日 （宝塚市立図書館） | 宝塚市立中央図書館 1980年10月2日         | 1980年          | 中央・西‥宝塚市教育委員会 中山台分室‥中山台コミュニティ | 中央図書館 西図書館 中山台分室 山本南分室 小浜・安倉分室 | あり （1966年 - ）       |
| 川西市立中央図書館 | 1983年 （川西市移動図書館）      | 川西市立中央図書館 1991年4月             | 1991年          | 川西市教育委員会                                        | 中央図書館 公民館図書室10                                | 廃止 （1983年 - 2009年） |
| 三田市立図書館     | 1990年3月12日                    | 三田市立図書館 1990年3月12日             | 1990年          | 図書館流通センター                                      | 本館 ウッディタウン分館 藍分室                           | あり （1994年 - ）       |
| 猪名川町立図書館   | 1996年3月23日                    | 猪名川町立図書館 1996年3月23日           | 1996年          | 猪名川町教育委員会                                      | 本館 日生図書室                                          | あり （2000年 - ）       |

三田市が本館・分館・分室とも、尼崎市が北図書館でいずれも図書館流通センター（TRC）を指定管理者としている以外は伊丹市や宝塚市で分館や分室の指定管理者を市の外郭団体や特定非営利活動法人（NPO）が受託するに留まり、大半の加盟館が各市町の教育委員会の直営となっている。
宝塚市や川西市は中央図書館の開館前に存在した移動図書館（自動車文庫）サービスが組織の前身となっている。かつては全加盟館が移動図書館の巡回を実施していたが、1999年に伊丹市が廃止したのを皮切りに南部の加盟館で廃止が相次いだ。山間部を擁する宝塚市・三田市・猪名川町の3市町では、現在も巡回を実施している。
2016年現在の案内パンフレットでは『あなたに16の図書館がある -阪神7市1町の図書館を利用する方法-』の表題が用いられている。この表題にある「16の図書館」は各市町の本館または中央館、分館の合計でいずれも図書館及び関連組織のための国際標準識別子（ISIL）のコードが付与されている館であり、分室等は含まれていない。2016年5月に伊丹市立図書館神津分室が神津分館へ昇格したが、表題の「16」が「17」に改訂されるかどうかは未定。
過去には「hanshin-kouiki.jp」のURLで参加館横断の所蔵資料検索用サイトを設置していたが、現在は閉鎖されている。検索自体は兵庫県立図書館が提供している「兵庫県内図書館横断検索」で「阪神南」と「阪神北」にチェックを入れることで代用が可能。
国立国会図書館の「図書館向けデジタル化資料送信サービス」には猪名川町以外の各本館・中央館（三田市立図書館は閲覧のみ）および西宮市の北部・鳴尾・北口の各館が対応している。

## 阪神7市1町の広域貸し出し
域内に住所を有する人は、上記のどの域内のどの市立・町立図書館でも図書カードを作り、貸し出しサービスを直接利用できる。これとは別に、利用者の依頼を受けて図書館同士で貸し出しを行う「図書館相互貸借制度」もある。
- 共通カードはない
- 図書館資料を借りるには、利用したい市立・町立図書館ごとにカードを作る（「借出券」「利用券」「図書館カード」など名称もさまざま）
- 借り出しも返却も利用者が自分で行う。
- オンラインでの利用情報確認や予約も可能[4]。

## 略年表
- 1954年、芦屋、西宮、尼崎、伊丹の図書館員有志で阪神四市図書館親睦会が発足
- 1960年4月、阪神間図書館員研究会に名称変更
- 1966年、阪神地区公共図書館協議会（阪図協）としてあらためて発足
- 1967年ごろから「共通券の発行」「共通貸出」について議論し始める。
- 1971年3月、共通券（共通貸出カード）は棚上げし、貸し出し方式は各図書館別々のまま、各図書館が利用希望者にカードを発行する方向で、4市の図書館が基本的に合意。
- 1971年10月10日、1市が不裁決で見送りと新聞報道
- 1973年、図書館資料の相互貸借、複写サービス実施を目指すことに決まる。
- 1976年（昭和51年2月6日、「阪神地区公共図書館相互協力に関する覚書」を館長名で調印。図書館資料の相互貸借開始[5][6]。
- 1980(昭和55年)10月 2日 宝塚市立図書館開館
- 1985年、阪神7市1町が参加する「広域行政都市協議会」（略称、広域行政）から「広域行政として率先して行うべき性質の事業」とすることを正式要請。
- 1986年、阪神広域行政圏協議会が新発足し、「図書館広域利用システムの整備」を事業のひとつとする。
- 1987年、阪図協「図書館広域利用システム検討委員会」が発足し「阪神はひとつ」をテーマに議論を始めた[7]
- 1991年1月、参加自治体の首長が「阪神地区公共図書館の相互利用に関する協定書」に調印。これに続いて、図書館長名で「相互利用に関する覚書」締結。
- 1991年（平成3年）4月1日、阪神広域行政圏協議会・阪神公共図書館協議会（伊丹市・尼崎市・芦屋市・西宮市・宝塚市・川西市・三田市・猪名川町）　による「阪神広域貸出制度」（阪神7市1町広域利用システム）開始。パンフレット「あなたに14の図書館があるー阪神7市1町の図書館を利用する方法ー」（2014年現在のパンフレットでは「16の図書館が」となっている）発行[6]　[5]　[8]　[9]
- 1991年4月12日、川西市立中央図書館が開館、広域利用システム参加は10月1日から[10]
- 1994年（平成6年）7月から、 阪神広域行政圏域7市1町の公共図書館間の図書搬送システムとして図書館搬送業務のメールカーが週に1便の運行を開始[7]　[8]
- 1995年（平成7年）1月17日、 阪神・淡路大震災。芦屋市立図書館は3月7日まで臨時休館・図書館避難所特別指定により避難所5月6日まで[6]
- 1996年（平成8年）3月23日、 猪名川町立図書館（猪名川町生涯学習センター）が開館。
- 1997年（平成9年）2月20日、 阪図協・阪神広域図書館システム検討準備会 発足[6]
- 2002年（平成14年）4月から、阪神地区広域検索システム稼動（のち、横断検索システムに移行）
- 2010年（平成22年）4月1日 阪神広域行政圏協議会の解散に伴い、 域内の図書搬送システムを引き継ぐ[11]